# Collegio uninominale Liguria - 01 (Camera dei deputati 2017)
Il collegio elettorale uninominale Liguria - 01 è stato un collegio elettorale uninominale della Repubblica Italiana per l'elezione della Camera tra il 2017 ed il 2022.

## Territorio
Come previsto dalla legge elettorale italiana del 2017, il collegio era stato definito tramite decreto legislativo all'interno della circoscrizione Liguria.
Era formato dal territorio di tutta la provincia di Imperia e dai comuni di Alassio, Albenga, Andora, Arnasco, Casanova Lerrone, Castelbianco, Castelvecchio di Rocca Barbena, Ceriale, Cisano sul Neva, Erli, Garlenda, Laigueglia, Nasino, Onzo, Ortovero, Stellanello, Testico, Vendone, Villanova d'Albenga e Zuccarello in provincia di Savona.
Il collegio era parte del collegio plurinominale Liguria - 01.

## Eletti
| Elezione | Elezione | Deputato     | Partito      |
| -------- | -------- | ------------ | ------------ |
|          | 2018     | Giorgio Mulé | Forza Italia |

## Dati elettorali

### XVIII legislatura
Come previsto dalla legge elettorale, 232 deputati erano eletti con sistema a maggioranza relativa in altrettanti collegi uninominali a turno unico.
| Candidati              | Candidati              | Voti    | %     | Liste                           | Voti    | %     |
| ---------------------- | ---------------------- | ------- | ----- | ------------------------------- | ------- | ----- |
|                        | Giorgio Mulé ✔️ Eletto | 66 751  | 46,07 | Lega                            | 34 778  | 24,00 |
| Forza Italia           | Giorgio Mulé ✔️ Eletto | 66 751  | 46,07 | 24 255                          | 16,74   |       |
| Fratelli d'Italia      | Giorgio Mulé ✔️ Eletto | 66 751  | 46,07 | 6 938                           | 4,79    |       |
| Noi con l'Italia - UDC | Giorgio Mulé ✔️ Eletto | 66 751  | 46,07 | 780                             | 0,54    |       |
|                        | Federico Firmian       | 42 233  | 29,15 | Movimento 5 Stelle              | 42 233  | 29,15 |
|                        | Anna Russo             | 25 737  | 17,76 | Partito Democratico             | 20 949  | 14,46 |
| +Europa                | Anna Russo             | 25 737  | 17,76 | 3 711                           | 2,56    |       |
| Italia Europa Insieme  | Anna Russo             | 25 737  | 17,76 | 713                             | 0,49    |       |
| Civica Popolare        | Anna Russo             | 25 737  | 17,76 | 364                             | 0,25    |       |
|                        | Mario Gribaldi         | 3 613   | 2,49  | Liberi e Uguali                 | 3 613   | 2,49  |
|                        | Renato Donati          | 1 939   | 1,34  | Potere al Popolo!               | 1 939   | 1,34  |
|                        | Silvia Pastorino       | 1 810   | 1,25  | CasaPound                       | 1 810   | 1,25  |
|                        | Angelo Galleri         | 1 184   | 0,82  | Il Popolo della Famiglia        | 1 184   | 0,82  |
|                        | Andrea Viola           | 529     | 0,37  | Partito Comunista               | 529     | 0,37  |
|                        | Giulio Biondi          | 434     | 0,30  | Partito Valore Umano            | 434     | 0,30  |
|                        | Federico Sara          | 333     | 0,23  | 10 Volte Meglio                 | 333     | 0,23  |
|                        | Bianca Parlanti        | 187     | 0,13  | Per una Sinistra Rivoluzionaria | 187     | 0,13  |
|                        | Andrea Gianninoni      | 138     | 0,10  | PRI - ALA                       | 138     | 0,10  |
| Totale                 | Totale                 | 144 888 | 100   |                                 | 144 888 | 100   |
|                        |                        |         |       |                                 |         |       |
| Voti non validi        | Voti non validi        | 4 320   | 2,90  |                                 |         |       |
| Votanti                | Votanti                | 149 208 | 70,06 |                                 |         |       |
| Elettori               | Elettori               | 212 971 |       |                                 |         |       |